# Weißenbach (Großalmerode)
Weißenbach ist ein Stadtteil der Stadt Großalmerode im nordhessischen Werra-Meißner-Kreis.

## Geographische Lage
Weißenbach liegt im Geo-Naturpark Frau-Holle-Land (Werratal.Meißner.Kaufunger Wald) am Nordfuß des Hohen Meißners (753,6 m). Es befindet sich 4,4 km östlich der Kernstadt von Großalmerode sowie 1,6 km ostnordöstlich von Uengsterode und 1,8 km südöstlich von Trubenhausen, zwei Stadtteilen von Großalmerode, und 1,5 km westlich des Bad Sooden-Allendorfer Stadtteils Dudenrode.
Weißenbach ist von diesen Bergen umgeben: Hässelkuppe (514,6 m) im Nordosten, Bühlchen (537,2 m) im Südsüdosten, Heiligenberg (583,4 m) mit dem Nordsporn Dornberg (ca. 530 m) im Süden sowie Schieferberg im Westen und Weißenberg im Nordnordwesten; die zwei zuletzt genannten Erhebungen sind entfernte Ausläufer des Heiligenbergs. Beim Nordrand der Ortschaft entspringt ein kleiner Zufluss des knapp 250 m nördlich des Dorfs quellenden Weissenbachs, der nach Norden steil abwärts zur Gelster fließt.

## Geschichte

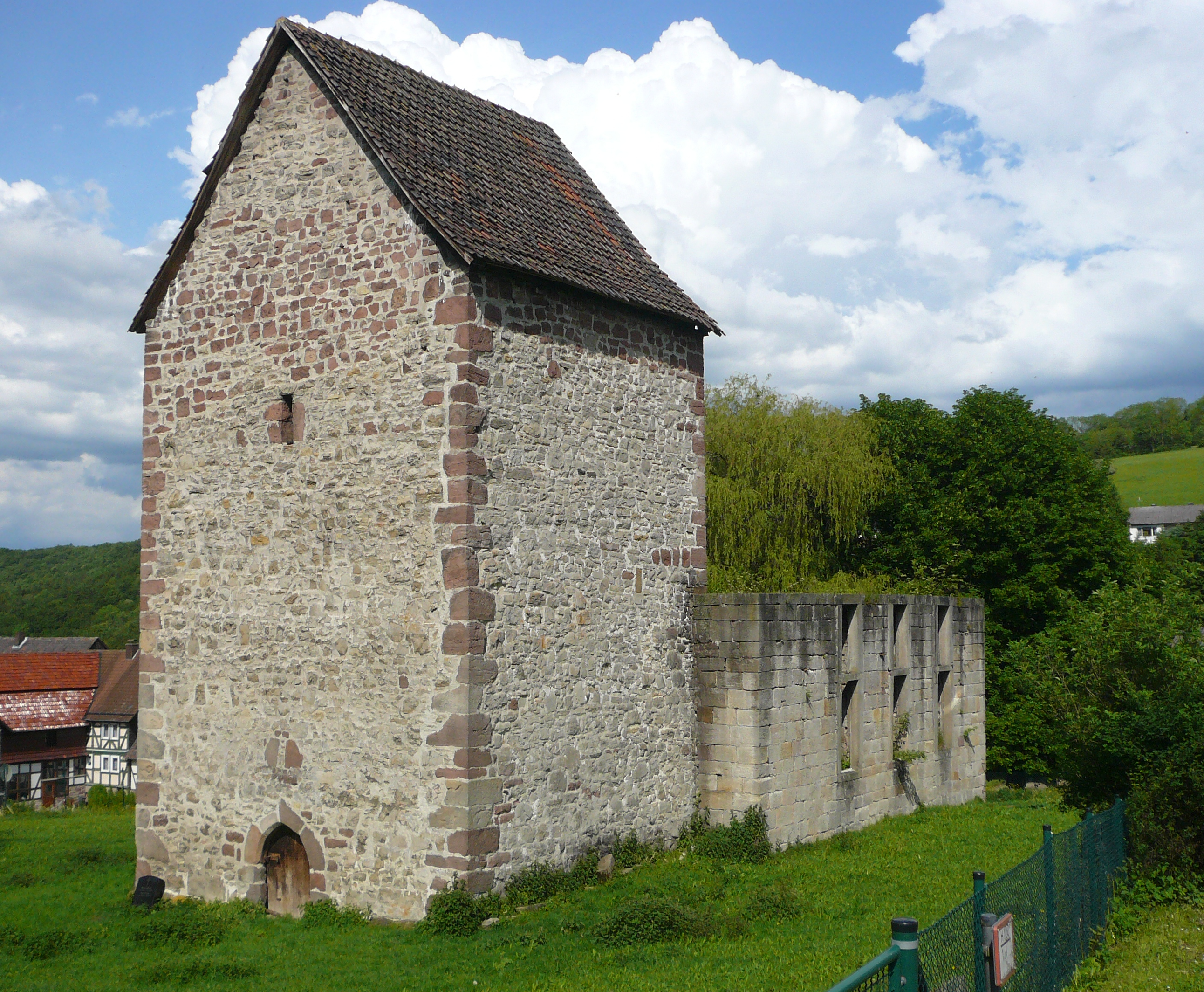
Alte Kirche (2009)

Weißenbach wurde im Jahre 1342 erstmals urkundlich erwähnt. Der Ort gehörte bis 1821 zum hessischen Amt Ludwigstein/Witzenhausen und danach zum Landkreis Witzenhausen. Während der französischen Besetzung gehörte der Ort zum Kanton Sooden im Königreich Westphalen (1807–1813).
Durch eine Gips-Auswaschung waren 1964 einige Häuser vom Einsturz bedroht. Die alte Wehrkirche wurde daraufhin geschlossen. Eine neue Kirche wurde im Jahre 1971 erbaut. 1978 folgte das Dorfgemeinschaftshaus.
Zum 31. Dezember 1971 wurde die bis dahin selbständige Gemeinde Weißenbach auf freiwilliger Basis in die Stadt Großalmerode eingegliedert.
Für Weißenbach wie für alle nach Großalmerode eingegliederten Gemeinden sowie für die Kernstadt wurden Ortsbezirke mit Ortsbeirat und Ortsvorsteher nach der Hessischen Gemeindeordnung gebildet.

## Bevölkerung

### Einwohnerstruktur 2011
Nach den Erhebungen des Zensus 2011 lebten am Stichtag, dem 9. Mai 2011, in Weißenbach 117 Einwohner. Darunter waren keine Ausländer.
Nach dem Lebensalter waren 12 Einwohner unter 18 Jahren, 33 zwischen 18 und 49, 45 zwischen 50 und 64 und 27 Einwohner waren älter. Die Einwohner lebten in 60 Haushalten. Davon waren 18 Singlehaushalte, 18 Paare ohne Kinder und 18 Paare mit Kindern, sowie 3 Alleinerziehende und keine Wohngemeinschaften. In 12 Haushalten lebten ausschließlich Senioren und in 39 Haushaltungen lebten keine Senioren.

### Einwohnerzahlen
| Quelle: Historisches Ortslexikon |                                     |
| • 1466:                          | 6 Hausgesesse                       |
| • 1543:                          | 9 Hausgesesse                       |
| • 1575/85:                       | 21 Hausgesesse                      |
| • 1681:                          | 18 Hausgesesse                      |
| • 1747:                          | 29 Mannschaften mit 28 Feuerstellen |

| Weißenbach: Einwohnerzahlen von 1834 bis 2019 | Weißenbach: Einwohnerzahlen von 1834 bis 2019 | Weißenbach: Einwohnerzahlen von 1834 bis 2019 | Weißenbach: Einwohnerzahlen von 1834 bis 2019 | Weißenbach: Einwohnerzahlen von 1834 bis 2019 |
| --- | --------------------------------------------- | --------------------------------------------- | --------------------------------------------- | --------------------------------------------- |
| Jahr |                                               |                                               |                                               | Einwohner                                     |
| 1834 | 1834                                          |                                               | 202                                           | 202                                           |
| 1840 | 1840                                          |                                               | 206                                           | 206                                           |
| 1846 | 1846                                          |                                               | 210                                           | 210                                           |
| 1852 | 1852                                          |                                               | 220                                           | 220                                           |
| 1858 | 1858                                          |                                               | 197                                           | 197                                           |
| 1864 | 1864                                          |                                               | 195                                           | 195                                           |
| 1871 | 1871                                          |                                               | 176                                           | 176                                           |
| 1875 | 1875                                          |                                               | 169                                           | 169                                           |
| 1885 | 1885                                          |                                               | 149                                           | 149                                           |
| 1895 | 1895                                          |                                               | 149                                           | 149                                           |
| 1905 | 1905                                          |                                               | 141                                           | 141                                           |
| 1910 | 1910                                          |                                               | 137                                           | 137                                           |
| 1925 | 1925                                          |                                               | 161                                           | 161                                           |
| 1939 | 1939                                          |                                               | 212                                           | 212                                           |
| 1946 | 1946                                          |                                               | 262                                           | 262                                           |
| 1950 | 1950                                          |                                               | 284                                           | 284                                           |
| 1956 | 1956                                          |                                               | 245                                           | 245                                           |
| 1961 | 1961                                          |                                               | 233                                           | 233                                           |
| 1967 | 1967                                          |                                               | 202                                           | 202                                           |
| 1970 | 1970                                          |                                               | 197                                           | 197                                           |
| 1980 | 1980                                          |                                               | ?                                             | ?                                             |
| 1990 | 1990                                          |                                               | ?                                             | ?                                             |
| 2000 | 2000                                          |                                               | ?                                             | ?                                             |
| 2009 | 2009                                          |                                               | 141                                           | 141                                           |
| 2011 | 2011                                          |                                               | 117                                           | 117                                           |
| 2019 | 2019                                          |                                               | 112                                           | 112                                           |
| Datenquelle: Historisches Gemeindeverzeichnis für Hessen: Die Bevölkerung der Gemeinden 1834 bis 1967. Wiesbaden: Hessisches Statistisches Landesamt, 1968. Weitere Quellen: bis 1970; Stadt Großalmerode; Zensus 2011 |                                               |                                               |                                               |                                               |

## Politik
Für Weißenbach besteht ein Ortsbezirk (Gebiete der ehemaligen Gemeinde Weißenbach) mit Ortsbeirat und Ortsvorsteher nach der Hessischen Gemeindeordnung.
Der Ortsbeirat besteht aus fünf Mitgliedern. Bei den Kommunalwahlen in Hessen 2021 betrug die Wahlbeteiligung zum Ortsbeirat 73,91 %. Alle Kandidaten gehörten der Liste „Bürger für Weißenbach“ an. Der Ortsbeirat wählte Gert Röse zum Ortsvorsteher.

## Verkehr
Durch Weißenbach führt die Landesstraße 3239 (Trubenhausen–Weißenbach–Dudenrode), von der am Südrand der Ortschaft die über den Nordhang des Hohen Meißners und dort vorbei an Bransrode verlaufende Kreisstraße 51 zur L 3342 (Kammerbach–Schwalbenthal) und etwas südlich von Weißenbach von der K 51 die nach Laudenbach führende K 42 abzweigt. Den nächsten Bahnhof gibt es im 9,6 km nördlich liegenden Witzenhausen. Nächster Flughafen ist der 36,5 km nordwestlich befindliche Flughafen Kassel-Calden.

## Wanderwege
Durch Weißenbach verläuft der Frau-Holle-Pfad, durch den Norden des Dorfs und sonst um die Ortschaft der Premiumweg Heiligenberg, Bühlchen, östlich vorbei führen der Schneehagenweg und HW22 Meißner, südöstlich vorbei der Rundweg Dudenrode-Bühlchen und westlich der Rundweg Heiligenberg-Dudenrode.

## Persönlichkeiten
Der Stammvater der Orgelbauerfamilie Wilhelm, Georg Peter Wilhelm (* 1733 in Weißenbach; † 1806 in Kassel), 1774 ernannt zum Hoforgelbaumeister und Stadtorganisten in Kassel, stammte aus einer Müllerfamilie in Weißenbach, ebenso sein Halbbruder Georg Wilhelm Wilhelmy. Beide wirkten auch zeitweise dort.